# Valon Behrami
Valon Behrami (ur. 19 kwietnia 1985 w Titovej Mitrovicy) – szwajcarski piłkarz pochodzenia kosowskiego grający na pozycji pomocnika w FC Sion.

## Kariera klubowa
Valon Behrami zawodową karierę rozpoczynał w szwajcarskim klubie AC Lugano, w barwach którego Szwajcar występował w sezonie 2002/2003, jednak zdołał rozegrać tam zaledwie dwa spotkania. Następnie przeniósł się do Serie A, gdzie przez rok reprezentował barwy drużyny Genoa CFC. W koszulce tego klubu Szwajcar pojawił się na boisku 24 razy. Kolejnym zespołem w karierze Behramiego był Hellas Werona, w którym Valon występował w sezonie 2004/2005. W drużynie z Werony Behrami spisywał się znakomicie, dzięki czemu latem 2005 roku trafił do S.S. Lazio, gdzie od razu stał się jednym z ulubieńców trenera Delio Rossiego. „Biancocelesti” wykupili jednak tylko połowę praw do karty zawodnika. Mimo młodego wieku Behrami wywalczył sobie miejsce w podstawowej jedenastce Lazio, a pozyskaniem Szwajcara zaczęły się interesować inne zagraniczne kluby. W 2006 roku rzymski zespół już na stałe pozyskał wychowanka AC Lugano. 23 lipca 2008 roku Behrami podpisał kontrakt z West Hamem United F.C., który zapłacił za niego pięć milionów funtów. W nowym klubie zadebiutował 16 sierpnia w wygranym 2:1 meczu z Wigan Athletic. Pierwszą bramkę zdobył natomiast 23 listopada w wygranym 1:0 ligowym pojedynku z Sunderlandem. W zimowym oknie transferowym (2010–2011) przeszedł do Fiorentiny za 4,5 mln euro. W lipcu 2012 roku przeniósł się do SSC Napoli. W sierpniu 2014 podpisał trzyletni kontrakt z Hamburger SV.

## Kariera reprezentacyjna
W reprezentacji Szwajcarii Behrami zadebiutował 8 października 2005 roku w meczu z zespołem Francji. Ten utalentowany piłkarz wraz ze swoją drużyną narodową brał udział w eliminacjach do mistrzostw świata 2006, w których reprezentacja Szwajcarii zajęła drugie miejsce w swojej grupie, co oznaczało udział w barażach. Popularni „Nati” w meczu ostatniej szansy na awans na mundial pokonali Turcję, a Behrami strzelił w tym meczu swojego pierwszego gola w drużynie narodowej. Szwajcaria awansowała na mistrzostwa, a Behrami znalazł się w 23-osobowej kadrze powołanej przez trenera Jakoba Kuhna. Na niemieckich boiskach Szwajcarzy wygrali swoją grupę, jednak odpadli z turnieju w 1/8 finału, kiedy to w rzutach karnych lepsi okazali się piłkarze Ukrainy.

## Życie prywatne
11 lipca 2018 r. wziął ślub ze szwajcarską narciarką alpejską Larą Gut.